# Italiens damlandslag i handboll
Italiens damlandslag i handboll (italienska: Nazionale di pallamano femminile dell'Italia) representerar Italien i handboll på damsidan.
Laget deltog som värdnation i världsmästerskapet 2001 i Italien, och slutade på 16:e plats.